# Zombie Army 4: Dead War
Zombie Army 4: Dead War é um jogo eletrônico de tiro em terceira pessoa desenvolvido e publicado pela Rebellion Developments. É uma sequência da compilação de 2015, Zombie Army Trilogy, e é um spin-off da série Sniper Elite. Foi lançado em 4 de fevereiro de 2020 para PlayStation 4, Xbox One e Microsoft Windows, e em 1 de maio de 2020 para Stadia.

## Enredo
Zombie Army 4: Dead War é um jogo eletrônico de tiro em terceira pessoa. O jogo se passa no ano de 1946, após os eventos de Zombie Army Trilogy, um ano após Adolf Hitler ter sido derrotado pela Resistência e banido para o inferno. Mesmo que a Boca do Inferno que Hitler abriu estivesse fechada, a Ameaça Zumbi continuou, com um número incontável de mortos nazistas esmagando e empurrando os Aliados para fora da Alemanha e de volta para territórios como França e Itália. Sem um líder, a maioria dos mortos-vivos são em sua maioria fracos e podem ser facilmente destruídos desde que seu número seja baixo, mas rumores se espalharam sobre um culto garantindo que a horda tenha alguma coesão/controle. A maior parte do mundo conhecido agora se refere ao conflito contra a ameaça Zumbi como a "Guerra dos Mortos".
A história começa em Milão, onde os jogadores batalham contra hordas invasoras de mortos que atacam casas seguras, então acabam descobrindo que os mortos começaram a ter alguma forma de inteligência, suficiente para usar armas como pistolas e pistolas-metralhadoras, mas não tão competentes como seres humanos vivos. Eventualmente, eles são forçados a recuar mais a fundo na Itália devido a versões mais perigosas daqueles que os protagonistas enfrentaram no jogo original com novas aparências e poderes, e novos inimigos mortais que aparecem uma mistura de mutantes demoníacos e espíritos vingativos. Pior ainda, eles também começam a encontrar versões infernais de veículos e armaduras alemãs destruídas, parecendo abominações movidas pelo inferno alimentadas por carne e magia. Eles viajam para locais de brigada de sobreviventes na Sardina, Croácia, Nápoles e, finalmente, Roma.
Os protagonistas descobrem que Hitler não foi morto após a batalha final na Alemanha, apenas sendo banido para o Inferno ao invés de destruído. Usando seu Culto da Morte, o ditador enlouquecido começou a usar a própria energia do Inferno para construir um novo exército, criando várias armas de devastação em massa. Para impedir esta ameaça, os sobreviventes viajam para o próprio Inferno, sabotando as fábricas de guerra dos mortos e recuperando a Relíquia Sagarmata da Trilogia para acabar com o Furher de uma vez por todas. Depois que o Dr. Efram Schwaiger devolve os jogadores à superfície pagando o preço de sua própria vida, eles devem lutar contra Hitler uma última vez em Roma, onde destroem uma enorme Máquina do Inferno, feita por Hitler como seu veículo pessoal, e então derrotar o Líder Zumbi.
Mesmo com Hitler finalmente morto, a Brigada de Sobreviventes deve perseguir seu culto e os zumbis restantes, sabendo que com o Hellmount fechado e Hitler morto, os mortos não podem mais reabastecer seus números, tornando o fim da Guerra dos Mortos ainda mais próximo.

## Recepção
Metacritic, que usa uma média ponderada, atribuiu ao jogo uma pontuação de 72 em 100 com base em 60 críticos, indicando "críticas mistas ou médias" para a versão do PlayStation 4, e também atribuiu ao jogo uma pontuação de 77 de 100, indicando "críticas geralmente favoráveis" com base em 23 críticos para a versão do Xbox One.
Alex Spencer, escrevendo para a PC Gamer, disse: "Um jogo de tiro com excelente, especialmente com amigos. Só não espere muito em termos de cérebros". Codi Spence da Gaming Trend escreveu: "Mesmo sem ter qualquer experiência prévia com a franquia Zombie Army, Zombie Army 4: Dead War foi um jogo de tiro de zumbi incrivelmente divertido". Mark Delaney, da GamesRadar +, escreveu: "Ele oferece um jogo de tiro cooperativo frenético e divertido, com muitas maneiras de jogar e ainda mais para fazer você querer retornar".